# Valea Sânmărtinului, Mureș
Valea Sânmărtinului este un sat în comuna Râciu din județul Mureș, Transilvania, România.